# قائمة أنواع الصفيراء
يوجد عدة أنواع من جنس :
- صفيراء أحادية الأوراق (الاسم العلمي:Sophora unifoliata)
- صفيراء أريزونية (الاسم العلمي:Sophora arizonica)
- صفيراء حمراء الأزهار (الاسم العلمي:Sophora rubriflora)
- صفيراء ذهبية الأوراق (الاسم العلمي:Sophora chrysophylla)
- صفيراء رايتية (الاسم العلمي:Sophora wightii)
- صفيراء رباعية الأجنحة (الاسم العلمي:Sophora tetraptera)
- صفيراء سيلانية (الاسم العلمي:Sophora zeylanica)
- صفيراء صغيرة الأوراق (الاسم العلمي:Sophora microphylla)
- صفيراء صغيرة الثمار (الاسم العلمي:Sophora microcarpa)
- صفيراء صفراء الزهرة (الاسم العلمي:Sophora xanthantha)
- صفيراء كبيرة الثمار (الاسم العلمي:Sophora macrocarpa)
- صفيراء لبدية (الاسم العلمي:Sophora tomentosa)
- صفيراء لينة (الاسم العلمي:Sophora mollis)
- صفيراء متعددة الأوراق (الاسم العلمي:Sophora polyphylla)
- صفيراء مخملية (الاسم العلمي:Sophora velutina)
- صفيراء يونانية (الاسم العلمي:Sophora yunnanensis)
- صفيراء ثعلبانية (الاسم العلمي:Sophora alopecuroides)
- صفيراء جانبية الأزهار (الاسم العلمي:Sophora secundiflora)
- صفيراء حجرية (الاسم العلمي:Sophora saxicola)
- صفيراء خطية الأوراق (الاسم العلمي:Sophora linearifolia)
- صفيراء داودية (الاسم العلمي:Sophora davidii)
- صفيراء ضيقة الأوراق (الاسم العلمي:Sophora stenophylla)
- صفيراء طويلة الساق (الاسم العلمي:Sophora longipes)
- صفيراء عجفاء (الاسم العلمي:Sophora exigua)
- صفيراء غليظة الثمار (الاسم العلمي:Sophora pachycarpa)
- صفيراء فراسيرية (الاسم العلمي:Sophora fraseri)
- صفيراء كهرمانية (الاسم العلمي:Sophora flavescens)
- صفيراء مبيضة (الاسم العلمي:Sophora albescens)
- صفيراء متقاربة (الاسم العلمي:Sophora affinis)
- صفيراء متقطعة (الاسم العلمي:Sophora interrupta)
- صفيراء محدبة (الاسم العلمي:Sophora gibbosa)
- صفيراء مفترشة (الاسم العلمي:Sophora prostrata)
- صفيراء صلبة (الاسم العلمي:Sophora robusta)
- صفيراء إسفينية الأوراق (الاسم العلمي:Sophora cuneifolia)
- صفيراء ثلاثية (الاسم العلمي:Sophora ternata)
- صفيراء ثلاثية الأوراق (الاسم العلمي:Sophora trifoliata)
- صفيراء ثنائية الأزهار (الاسم العلمي:Sophora biflora)
- صفيراء حرجية (الاسم العلمي:Sophora sylvatica)
- صفيراء داودية (الاسم العلمي:Sophora davidii)
- صفيراء رمادية (الاسم العلمي:Sophora grisea)
- صفيراء شبكية (الاسم العلمي:Sophora reticulata)
- صفيراء شمشادية الأوراق (الاسم العلمي:Sophora buxifolia)
- صفيراء صينية (الاسم العلمي:Sophora sinica)
- صفيراء قليلة الأوراق (الاسم العلمي:Sophora oligophylla)
- صفيراء متبدلة (الاسم العلمي:Sophora mutabilis)
- صفيراء متطاولة الأوراق (الاسم العلمي:Sophora oblongifolia)
- صفيراء متموجة (الاسم العلمي:Sophora sinuata)
- صفيراء متهدلة (الاسم العلمي:Sophora pendula)
- صفيراء مستطيلة (الاسم العلمي:Sophora oblongata)
- صفيراء مضلعة (الاسم العلمي:Sophora angulata)
- صفيراء شمشادية الأوراق (الاسم العلمي:Sophora buxifolia)
- صفيراء صينية (الاسم العلمي:Sophora sinica)
- صفيراء قليلة الأوراق (الاسم العلمي:Sophora oligophylla)
- صفيراء متبدلة (الاسم العلمي:Sophora mutabilis)
- صفيراء متطاولة الأوراق (الاسم العلمي:Sophora oblongifolia)
- صفيراء متموجة (الاسم العلمي:Sophora sinuata)
- صفيراء متهدلة (الاسم العلمي:Sophora pendula)
- صفيراء مستطيلة (الاسم العلمي:Sophora oblongata)
- صفيراء مضلعة (الاسم العلمي:Sophora angulata)
- صفيراء معنقة (الاسم العلمي:Sophora pedunculata)
- صفيراء مغطاة (الاسم العلمي:Sophora vestita)
- صفيراء هلباء (الاسم العلمي:Sophora hirsuta)
- صفيراء جرداء (الاسم العلمي:Sophora glabra)
- صفيراء سنغالية (الاسم العلمي:Sophora senegalensis)
- صفيراء سومطرية (الاسم العلمي:Sophora sumatrana)
- صفيراء سيبيرية (الاسم العلمي:Sophora sibirica)
- صفيراء فارسية (الاسم العلمي:Sophora persica)
- صفيراء قلبية (الاسم العلمي:Sophora cordata)
- صفيراء كبيرة الأزهار (الاسم العلمي:Sophora grandiflora)
- صفيراء مستديرة الأوراق (الاسم العلمي:Sophora rotundifolia)
- صفيراء ملتبسة (الاسم العلمي:Sophora ambigua)
- (الاسم العلمي:Sophora albo-petiolulata)
- (الاسم العلمي:Sophora bakeri)
- (الاسم العلمي:Sophora benthamii)
- (الاسم العلمي:Sophora brachygyna)
- (الاسم العلمي:Sophora conzattii)
- (الاسم العلمي:Sophora denudata)
- (الاسم العلمي:Sophora dunnii)
- (الاسم العلمي:Sophora fernandeziana)
- (الاسم العلمي:Sophora franchetiana)
- (الاسم العلمي:Sophora gypsophila)
- (الاسم العلمي:Sophora howinsula)
- (الاسم العلمي:Sophora inhambanensis)
- (الاسم العلمي:Sophora jaubertii)
- (الاسم العلمي:Sophora koreensis)
- (الاسم العلمي:Sophora lanaiensis)
- (الاسم العلمي:Sophora leachiana)
- (الاسم العلمي:Sophora lehmanni)
- (الاسم العلمي:Sophora macnabiana)
- (الاسم العلمي:Sophora masafuerana)
- (الاسم العلمي:Sophora moorcroftiana)
- (الاسم العلمي:Sophora nuttalliana)
- (الاسم العلمي:Sophora praetorulosa)
- (الاسم العلمي:Sophora prazeri)
- (الاسم العلمي:Sophora purpusii)
- (الاسم العلمي:Sophora rhynchocarpa)
- (الاسم العلمي:Sophora songorica)
- (الاسم العلمي:Sophora tonkinensis)
- (الاسم العلمي:Sophora toromiro)
- (الاسم العلمي:Sophora xanthoantha)
- (الاسم العلمي:Sophora albicans)
- (الاسم العلمي:Sophora angustifoliola)
- (الاسم العلمي:Sophora chathamica)
- (الاسم العلمي:Sophora coerulea)
- (الاسم العلمي:Sophora donihuensis)
- (الاسم العلمي:Sophora fulvida)
- (الاسم العلمي:Sophora genistaefolia)
- (الاسم العلمي:Sophora genistoides)
- (الاسم العلمي:Sophora godleyi)
- (الاسم العلمي:Sophora houghiana)
- (الاسم العلمي:Sophora howinsula)
- (الاسم العلمي:Sophora jabandas)
- (الاسم العلمي:Sophora juncea)
- (الاسم العلمي:Sophora koordersii)
- (الاسم العلمي:Sophora ludovicea-decima-sexta)
- (الاسم العلمي:Sophora mangarevaensis)
- (الاسم العلمي:Sophora mecosperma)
- (الاسم العلمي:Sophora molloyi)
- (الاسم العلمي:Sophora molokaiensis)
- (الاسم العلمي:Sophora myrtillifolia)
- (الاسم العلمي:Sophora pentaphylla)
- (الاسم العلمي:Sophora praetorulosa)
- (الاسم العلمي:Sophora raivavaeensis)
- (الاسم العلمي:Sophora rapaensis)